# Salaminia
La Salaminia (en griego: Σαλαμινία) era una de las trirremes mensajeras de la flota ateniense a finales del siglo V a. C. Jugó un papel relevante en varios episodios de la guerra del Peloponeso. Era uno de los dos barcos sagrados atenienses, junto con la Páralo.
La Salaminia era enviada en ocasiones especiales, como embajadas al oráculo de Delfos y el transporte de hombres de Estado. Solo se permitía a los ciudadanos servir en estos barcos.